# Капель, Артур, 1-й барон Капель
Артур Капель (англ. Arthur Capell; около 1600—1649) — английский политический деятель, 1-й барон Капель. В 1640 году был членом Долгого парламента.

## Биография
Карл I сделал Капеля пэром. В начале гражданской войны барон набрал для короля отряд и содержал его сам; позже сделал попытку освободить Карла, но голод и мятеж заставили его у Колчестера сдаться генералу Ферфаксу. Общины приговорили его к изгнанию, но некоторые из парламентских вождей настояли на его заточении в Тауэр. Отсюда он пытался бежать, был пойман и казнён как государственный изменник 9 марта 1649 года. 
Написал «Daily Observations or Meditations», которые были изданы после его смерти.

## Семья
Артур Капель был женат на Элизабет Моррисон. Его дочь Мэри Сомерсет, герцогиня Бофорт, была известным ботаником и садоводом; сын, тоже Артур, получил титул графа Эссекса.